# آدم بوسدكوس
آدم بوسدكوس (بالألمانية: Adam Bousdoukos)‏ هو كاتب سيناريو وممثل يوناني وألماني، ولد في 25 يناير 1974 في ألمانيا.

## أعمال

### أفلام
- (2000) في تموز[3]
- (2002) سولينو[4]
- (2004) كباب اتصال
- (2004) وجها لوجه[5]
- (2009) مطبخ الروح[6][7]
- (2014) القطع[8]

## وصلات خارجية
- آدم بوسدكوس على موقع IMDb (الإنجليزية)
- آدم بوسدكوس على موقع مونزينجر (الألمانية)
- آدم بوسدكوس على موقع قاعدة بيانات الأفلام العربية
- آدم بوسدكوس على موقع ألو سيني (الفرنسية)
- آدم بوسدكوس على موقع أول موفي (الإنجليزية)
- آدم بوسدكوس على موقع قاعدة بيانات الأفلام السويدية (السويدية)
- آدم بوسدكوس على موقع ديسكوغز (الإنجليزية)
- آدم بوسدكوس على موقع قاعدة بيانات الفيلم (الإنجليزية)
- آدم بوسدكوس على موقع كينوبويسك (الروسية)